# Zeta de Hus
Zeta de Hus (née le 16 juin 2000, morte en mars 2013), est une jument de robe bai foncé, appartenant au stud-book du Zangersheide, montée en saut d'obstacles par les cavaliers français Kevin Staut et Michel Robert. Elle meurt à l'âge de 13 ans, des suites d'un accident survenu à Vejer de la Frontera.

## Histoire
Zeta de Hus naît le  16 juin 2000 à l'élevage de Léo Jans, en Belgique. Propriété de l'industriel Xavier Marie du haras de Hus, elle est montée un premier temps par Kevin Staut. 
En 2012, Xavier Marie la confie à Michel Robert, pour remplacer Kellemoi de Pépita. Avec la mise en vente de Silvana, cela signe la fin de la collaboration entre le haras de Hus et Kevin Staut. Xavier Marie espère que sa jument puisse participer aux Jeux olympiques de Londres.
Elle est légèrement blessée à un ligament en mai 2012, aussi Michel Robert la met à l'arrêt, ne la faisant que trotter et galoper durant quelques semaines. Ses mauvaises performances aux Grands Prix de La Baule et de Lummen éloignent toute possibilité de participation aux Jeux olympiques. 
Elle est en convalescence durant 9 mois après le CSI de Lummen, puis participe au CSI3* de Vejer de la Frontera, sur une épreuve à 1,45 m,. Elle chute avec son cavalier dans un oxer, en raison d'une foulée manquante, et pédale dans l'obstacle,,,. Elle est emmenée en clinique vétérinaire, ce qui révèle une triple fracture du membre postérieur gauche, entre le jarret et la rotule,. Zeta de Hus est euthanasiée : les soins de ce type de blessure, extrêmement complexes, auraient impliqué une convalescence d'au moins un an. En solidarité, le concours de Vejer de la Frontera est interrompu.

## Description
Zeta de Hus est une jument de robe bai foncé, inscrit au stud-book du Zangersheide. Elle mesure 1,76 m.

## Palmarès

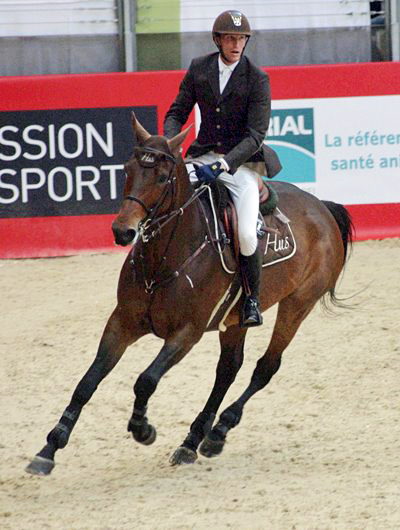
Zeta de Hus à Equita'Lyon en 2011.

- 2011 : 4e du Grand Prix d'Equita'Lyon
- 12 janvier 2012 : 6e du Grand Prix du CSI5* de Bâle, à 1,60 m[1].

## Origines
Zeta de Hus est une fille de l'étalon Zandor Z et de la jument Atlanta Z, par Atlantus Z.